# Béisbol en los Juegos Olímpicos de Tokio 2020
El torneo de béisbol en los Juegos Olímpicos de Tokio 2020 se realizó en el Estadio de Yokohama y el Estadio de Béisbol de Fukushima Azuma del 28 de julio al 7 de agosto de 2021.
Fue disputado en este deporte solo el torneo masculino.

## Clasificación
| Clasificatorio                                                                            | Fecha                         | Sede                                                | Plazas | Equipos clasificados |
| ----------------------------------------------------------------------------------------- | ----------------------------- | --------------------------------------------------- | ------ | -------------------- |
| País anfitrión                                                                            | –                             | –                                                   | 1      | Japón                |
| Premier 12                                                                                | 2 – 17 de noviembre de 2019   | República de China · Corea del Sur · México · Japón | 2      | Corea del Sur México |
| Clasificatorio de África/Europa Archivado el 24 de septiembre de 2020 en Wayback Machine. | 7-15 de septiembre de 2019    | Italia                                              | 1      | Israel               |
| Clasificatorio Panamericano                                                               | 31 de mayo-5 de junio de 2021 | Estados Unidos                                      | 1      | Estados Unidos       |
| Clasificatorio Intercontinental                                                           | 22-26 de junio de 2021        | México                                              | 1      | República Dominicana |
| TOTAL                                                                                     |                               |                                                     | 6      | 6                    |

## Organización

### Sedes
| Sede 1              | Sede 2                                |
| ------------------- | ------------------------------------- |
| Yokohama, Japón     | Fukushima, Japón                      |
| Estadio de Yokohama | Estadio de Béisbol de Fukushima Azuma |
| Capacidad: 35,000   | Capacidad: 14,300                     |
|                     |                                       |

### Equipos
Los siguientes 6 equipos calificaron para el torneo, entre paréntesis su posición en el ranking para el mes de junio de 2021ː
| Grupo A                  | Grupo B            |
| ------------------------ | ------------------ |
| Japón (1)                | Corea del Sur (3)  |
| México (5)               | Estados Unidos (4) |
| República Dominicana (7) | Israel (24)        |

## Calendario y resultados
- El calendario de partidos fue dado a conocer el 27 de junio de 2020.[4]
- Todos los horarios corresponden al horario local de Japón (UTC+9).

Reglamento de clasificación:
Las resultados de la fase de grupo solo determinará clasificación para la fase eliminatoria.

### Fase de grupos

#### Grupo A
| x  | Equipo               | G | P | Av    | Dif | CA | CP |
| -- | -------------------- | - | - | ----- | --- | -- | -- |
| x1 | Japón                | 2 | 0 | .1000 | -   | 11 | 7  |
| x2 | República Dominicana | 1 | 1 | .500  | 1   | 4  | 4  |
| x3 | México               | 0 | 2 | .000  | 2   | 4  | 8  |

Resultados
- Los horarios corresponden al huso horario de UTC +09:00

| 28 de julio, 12:00 | Japón | 4-3     | República Dominicana | Estadio de Fukushima Azuma, Fukushima |                            |   |   |   |   |   |   |   |
| |       | Reporte |                      | Asistencia: 0 espectadores            | Asistencia: 0 espectadores |   |   |   |   |   |   |   |
| Juego 1 \| Equipo \| 1 \| 2 \| 3 \| 4 \| 5 \| 6 \| 7 \| 8 \| 9 \| C \| H \| E \| \| -------------------- \| - \| - \| - \| - \| - \| - \| - \| - \| - \| - \| - \| - \| \| República Dominicana \| 0 \| 0 \| 0 \| 0 \| 0 \| 0 \| 2 \| 0 \| 1 \| 3 \| 8 \| 0 \| \| Japón \| 0 \| 0 \| 0 \| 0 \| 0 \| 0 \| 1 \| 0 \| 3 \| 4 \| 9 \| 0 \|LG: Ryoji Kuribayashi (1-0) LP: Jairo Asencio (0-1) Umpires: HP: Por definir 1B: Por definir: Por definir 3B: Por definir |       |         |                      |                                       |                            |   |   |   |   |   |   |   |
| Equipo | 1     | 2       | 3                    | 4                                     | 5                          | 6 | 7 | 8 | 9 | C | H | E |
| República Dominicana | 0     | 0       | 0                    | 0                                     | 0                          | 0 | 2 | 0 | 1 | 3 | 8 | 0 |
| Japón | 0     | 0       | 0                    | 0                                     | 0                          | 0 | 1 | 0 | 3 | 4 | 9 | 0 |

| 30 de julio, 12:00 | República Dominicana | 1-0 | México | Estadio de Yokohama, Kanagawa |   |   |   |   |   |   |   |   |
| |                      |     |        | Asistencia: 0 espectadores    |   |   |   |   |   |   |   |   |
| Juego 3 \| Equipo \| 1 \| 2 \| 3 \| 4 \| 5 \| 6 \| 7 \| 8 \| 9 \| C \| H \| E \| \| -------------------- \| - \| - \| - \| - \| - \| - \| - \| - \| - \| - \| - \| - \| \| México \| 0 \| 0 \| 0 \| 0 \| 0 \| 0 \| 0 \| 0 \| 0 \| 0 \| 4 \| 0 \| \| República Dominicana \| 0 \| 0 \| 0 \| 0 \| 1 \| 0 \| 0 \| 0 \| 0 \| 1 \| 6 \| 0 \|LG: Ángel Sánchez (1-0) LP: Theodore Stankiewicz (0-1) SV: Luis Castillo (1) Umpires: HP: Por definir 1B: Por definir 2B: Por definir 3B: Por definir |                      |     |        |                               |   |   |   |   |   |   |   |   |
| Equipo | 1                    | 2   | 3      | 4                             | 5 | 6 | 7 | 8 | 9 | C | H | E |
| México | 0                    | 0   | 0      | 0                             | 0 | 0 | 0 | 0 | 0 | 0 | 4 | 0 |
| República Dominicana | 0                    | 0   | 0      | 0                             | 1 | 0 | 0 | 0 | 0 | 1 | 6 | 0 |

| 31 de julio, 12:00 | México | 4-7 | Japón | Estadio de Yokohama, Kanagawa |   |   |   |   |   |   |    |   |
| |        |     |       | Asistencia: 0 espectadores    |   |   |   |   |   |   |    |   |
| Juego 5 \| Equipo \| 1 \| 2 \| 3 \| 4 \| 5 \| 6 \| 7 \| 8 \| 9 \| C \| H \| E \| \| ------ \| - \| - \| - \| - \| - \| - \| - \| - \| - \| - \| -- \| - \| \| Japón \| 0 \| 1 \| 1 \| 3 \| 0 \| 0 \| 1 \| 1 \| 0 \| 7 \| 10 \| 0 \| \| México \| 1 \| 0 \| 0 \| 1 \| 0 \| 0 \| 0 \| 2 \| 0 \| 4 \| 7 \| 2 \|LG: Masato Morishita (1-0) LP: Juan Oramas (0-1) SV: Ryoji Kuribayashi (1) HRs: JPN – T. Yamada (1), H. Sakamoto (1) MEX – J. Meneses (1) Umpires: HP: Por definir 1B: Por definir 2B: Por definir 3B: Por definir |        |     |       |                               |   |   |   |   |   |   |    |   |
| Equipo | 1      | 2   | 3     | 4                             | 5 | 6 | 7 | 8 | 9 | C | H  | E |
| Japón | 0      | 1   | 1     | 3                             | 0 | 0 | 1 | 1 | 0 | 7 | 10 | 0 |
| México | 1      | 0   | 0     | 1                             | 0 | 0 | 0 | 2 | 0 | 4 | 7  | 2 |

#### Grupo B
| y  | Equipo         | G | P | Av    | Dif | CA | CP |
| -- | -------------- | - | - | ----- | --- | -- | -- |
| y1 | Estados Unidos | 2 | 0 | .1000 | -   | 12 | 3  |
| y2 | Corea del Sur  | 1 | 1 | .500  | 1   | 8  | 9  |
| y3 | Israel         | 0 | 2 | .000  | 2   | 6  | 14 |

Resultados
- Los horarios corresponden al huso horario de UTC +09:00

| 29 de julio, 19:00 | Corea del Sur | 6-5 | Israel | Estadio de Yokohama, Kanagawa |   |   |   |   |   |   |   |   |
| |               |     |        | Asistencia: 0 espectadores    |   |   |   |   |   |   |   |   |
| Juego 2 \| Equipo \| 1 \| 2 \| 3 \| 4 \| 5 \| 6 \| 7 \| 8 \| 9 \| C \| H \| E \| \| ------------- \| - \| - \| - \| - \| - \| - \| - \| - \| - \| - \| - \| - \| \| Israel \| 0 \| 0 \| 0 \| 0 \| 0 \| 0 \| 0 \| 0 \| 0 \| 0 \| 0 \| 0 \| \| Corea del Sur \| 0 \| 0 \| 0 \| 0 \| 0 \| 0 \| 0 \| 0 \| 0 \| 0 \| 0 \| 0 \|LG: Por definir LP: Por definir Umpires: HP: Por definir 1B: Por definir 2B: Por definir 3B: Por definir |               |     |        |                               |   |   |   |   |   |   |   |   |
| Equipo | 1             | 2   | 3      | 4                             | 5 | 6 | 7 | 8 | 9 | C | H | E |
| Israel | 0             | 0   | 0      | 0                             | 0 | 0 | 0 | 0 | 0 | 0 | 0 | 0 |
| Corea del Sur | 0             | 0   | 0      | 0                             | 0 | 0 | 0 | 0 | 0 | 0 | 0 | 0 |

| 30 de julio, 19:00 | Israel | 1-8 | Estados Unidos | Estadio de Yokohama, Kanagawa |   |   |   |   |   |   |   |   |
| |        |     |                | Asistencia: 0 espectadores    |   |   |   |   |   |   |   |   |
| Juego 4 \| Equipo \| 1 \| 2 \| 3 \| 4 \| 5 \| 6 \| 7 \| 8 \| 9 \| C \| H \| E \| \| -------------- \| - \| - \| - \| - \| - \| - \| - \| - \| - \| - \| - \| - \| \| Estados Unidos \| 0 \| 0 \| 0 \| 0 \| 0 \| 0 \| 0 \| 0 \| 0 \| 0 \| 0 \| 0 \| \| Israel \| 0 \| 0 \| 0 \| 0 \| 0 \| 0 \| 0 \| 0 \| 0 \| 0 \| 0 \| 0 \|LG: Por definir LP: Por definir Umpires: HP: Por definir 1B: Por definir 2B: Por definir 3B: Por definir |        |     |                |                               |   |   |   |   |   |   |   |   |
| Equipo | 1      | 2   | 3              | 4                             | 5 | 6 | 7 | 8 | 9 | C | H | E |
| Estados Unidos | 0      | 0   | 0              | 0                             | 0 | 0 | 0 | 0 | 0 | 0 | 0 | 0 |
| Israel | 0      | 0   | 0              | 0                             | 0 | 0 | 0 | 0 | 0 | 0 | 0 | 0 |

| 31 de julio, 19:00 | Estados Unidos | 4-2 | Corea del Sur | Estadio de Yokohama, Kanagawa |   |   |   |   |   |   |   |   |
| |                |     |               | Asistencia: 0 espectadores    |   |   |   |   |   |   |   |   |
| Juego 6 \| Equipo \| 1 \| 2 \| 3 \| 4 \| 5 \| 6 \| 7 \| 8 \| 9 \| C \| H \| E \| \| -------------- \| - \| - \| - \| - \| - \| - \| - \| - \| - \| - \| - \| - \| \| Corea del Sur \| 0 \| 0 \| 0 \| 0 \| 0 \| 0 \| 0 \| 0 \| 0 \| 0 \| 0 \| 0 \| \| Estados Unidos \| 0 \| 0 \| 0 \| 0 \| 0 \| 0 \| 0 \| 0 \| 0 \| 0 \| 0 \| 0 \|LG: Por definir LP: Por definir Umpires: HP: Por definir 1B: Por definir 2B: Por definir 3B: Por definir |                |     |               |                               |   |   |   |   |   |   |   |   |
| Equipo | 1              | 2   | 3             | 4                             | 5 | 6 | 7 | 8 | 9 | C | H | E |
| Corea del Sur | 0              | 0   | 0             | 0                             | 0 | 0 | 0 | 0 | 0 | 0 | 0 | 0 |
| Estados Unidos | 0              | 0   | 0             | 0                             | 0 | 0 | 0 | 0 | 0 | 0 | 0 | 0 |

## Ronda eliminatoria
- Sede: Estadio de Yokohama

| Ronda 1             | Ronda 1       | Ronda 1      | Ronda 1              | Ronda 1  | Ronda 1              |
| Fecha               | #Juego        | Hora (UTC+9) | Visitante            | Marcador | Local                |
| ------------------- | ------------- | ------------ | -------------------- | -------- | -------------------- |
| 1-8-21              | 7             | 12:00        | México               | 5-12     | Israel               |
| 1-8-21              | 8             | 19:00        | Corea del Sur        | 4-3      | República Dominicana |
| Ronda 2             |               |              |                      |          |                      |
| 2-8-21              | 9             | 12:00        | Israel               | 1-11     | Corea del Sur        |
| 2-8-21              | 10            | 19:00        | Estados Unidos       | 6-7      | Japón                |
| Ronda 1 (Repechaje) |               |              |                      |          |                      |
| 3-8-21              | 11            | 19:00        | República Dominicana | 7-6      | Israel               |
| Ronda 2 (Repechaje) |               |              |                      |          |                      |
| 4-8-21              | 12            | 12:00        | República Dominicana | 1-3      | Estados Unidos       |
| Semifinales         |               |              |                      |          |                      |
| 4-8-21              | 13            | 19:00        | Corea del Sur        | 2-5      | Japón                |
| 5-8-21              | 14            | 12:00        | Estados Unidos       | 7-2      | Corea del Sur        |
| Finales             |               |              |                      |          |                      |
| 7-8-21              | Por el Bronce | 12:00        | República Dominicana | 10-6     | Corea del Sur        |
| 7-8-21              | Por el Oro    | 19:00        | Estados Unidos       | 0-2      | Japón                |

## Medallistas
| Evento                    | Oro   | Plata          | Bronce               |
| ------------------------- | ----- | -------------- | -------------------- |
| 28 de julio – 7 de agosto | Japón | Estados Unidos | República Dominicana |